# KVK Ninove
KVK Ninove es un club de fútbol belga de Ninove en la provincia de Flandes Oriental. El club está afiliado a la Real Asociación Belga con el número de matrícula 2373 y tiene como colores el verde y negro. El club jugó en las divisiones nacionales durante más de tres décadas. Actualmente compite en la División Nacional 1, el tercer nivel del fútbol belga.

## Historia
El fútbol se organizó en Ninove a principios del siglo XX. Alrededor de 1908, un equipo jugaba en la ciudad en un Denderverbond local con equipos de otras ciudades de la zona. De 1913 a 1923 jugaron a nivel regional bajo el nombre de Sporting Football Club Ninove, abreviado SFC Ninove (número de matrícula 176). Sin embargo, el club desapareció y sólo algunos equipos de fútbol de la empresa permanecieron activos en la ciudad, incluidos equipos de las fábricas Union Allumettière y Fabelta.
Finalmente, el 22 de marzo de 1936, el actual club se incorporó a la Real Asociación Belga de Fútbol con el nombre de FC Ninove. Se les dio el número de matrícula 2373 y empezaron a jugar con los colores verde y negro. El club compitió en la serie provincial. El club ascendió constantemente y en 1956 alcanzaron por primera vez la serie de ascenso nacional.
En su primera temporada en Cuarta División, terminó cuarto en su grupo. El club se mantuvo en los años siguientes y alternó temporadas en la parte media y alta de la clasificación. En 1963 quedó tercero en su grupo. Luego terminaron entre los mejores durante algunas temporadas más, hasta terminar en penúltimo lugar en 1966. Después de diez años de fútbol nacional, el FC Ninove volvió a descender a la serie provincial.
Ninove continuó jugando en la serie provincial en los años siguientes. El nombre en flamenco es Voetbal Klub Ninove. En 1975 el club pudo regresar a la Cuarta División nacional, casi diez años después. Pasó por momentos difíciles en los primeros años después de su regreso, pero a finales de los años 1970 volvió a la cima de su grupo. Terminaron cuartos en 1978, tercero en 1979, cuarto en 1980 e incluso segundo en 1981, apenas un punto detrás del ganador de grupo, KHO Merchtem. Sin embargo, Merchtem fue castigado con el descenso por soborno y, en su lugar, Ninove fue ascendido. El club ascendió por primera vez a Tercera División.
Logró mantenerse bien en los primeros años en la categoría media de la Tercera División y en 1984 incluso logró terminar segundo en su grupo. El club siguió siendo uno de los mejores en los años siguientes, pero a finales de los 80 las cosas empezaron a ponerse mal. En 1989 y 1990 evitaron por poco el descenso. En 1990 incluso tuvo que jugar un play-off contra el KSV Bornem para decidir quién terminaría bajando. Ninove ganó 2-0 y logró salvarse. Un año después finalmente quedaron últimos y tras diez años en Tercera División tuvieron que regresar a Cuarta División. En su 50 aniversario, el club pasó a ser real y el nombre pasó a ser Koninklijke Voetbal Klub Ninove. También lo pasó mal en Cuarta División y después de dos años acabó penúltimo allí y tuvo que descender allí también. Luego de 18 años en el fútbol nacional, el KVK Ninove tuvo que regresar a la Primera Provincial.
Después de cuatro años en el fútbol provincial, el KVK Ninove regresó a la Cuarta División en 1997. Después de una primera temporada difícil, Ninove terminó tercero en su serie en 1999. Se les permitió pasar a la ronda final de ascenso, pero perdieron ante el KSK Maldegem en la primera ronda. El club no pudo repetir este buen resultado y finalmente acabó último en 2002. Después de cinco años volvieron a la serie provincial.
KVK Ninove continuó jugando a nivel provincial en los años siguientes y ocasionalmente incluso cayó más al Segundo Provincial. En 2013, Ninove volvió a salir campeón en la Segunda Provincial y comenzó una etapa más exitosa. Al fin y al cabo, en 2014 ya llegaron a la ronda final en la Primera Provincial, pero sin éxito. Un año después volvieron a llegar a la ronda final y esta vez con mayor éxito. En 2015, el club regresó a la Cuarta División nacional después de una década y media.
En la temporada 2021/2022, el club ganó el título de la primera vuelta en la Segunda División Aficionada al ganar 1-2 en el campo del KSKV Zwevezele, que iba en cabeza. De esta manera, consiguió un puesto en la ronda final. El club venció al Lokeren-Temse en la ronda final y así ascendió de nuevo a División Nacional 1 para la temporada 2022/23. El club pasó de Segunda Provincial al tercer nivel en solo diez años.
La temporada 2022/23 empezó razonablemente bien, pero pronto cayeron a la parte baja de la clasificación. El primer partido lo ganó 1-2 contra Rupel Boom. A esto le siguieron dos derrotas 1-2 y 3-0 ante Francs Borains y OH Leuven B respectivamente. Luego vencieron por 2-0 al Sporting Charleroi B. Después de 14 jornadas, Ninove iba decimoquinto con 14 puntos. Al final de la primera vuelta ya estaba al borde del descenso y al final del campeonato descendió al quedar en 18.º lugar.

## Temporada a temporada
| Temporada | Nivel | Nivel | Nivel | Nivel | Nivel | Nivel | Nivel | Nivel | Nivel | Denominación                                          | Puntuación                                            | Observaciones |
|           | I     | I     | II    | III   | IV    | P.I   | P.II  | P.III | P.IV  |                                                       |                                                       | |
| --------- | ----- | ----- | ----- | ----- | ----- | ----- | ----- | ----- | ----- | ----------------------------------------------------- | ----------------------------------------------------- | --- |
| 2003/04   |       |       |       |       |       | 8     |       |       |       | Primera prov. Flandes Ori.                            | 41                                                    | |
| 2004/05   |       |       |       |       |       | 2     |       |       |       | Primera prov. Flandes Ori.                            | 55                                                    | |
| 2005/06   |       |       |       |       |       | 10    |       |       |       | Primera prov. Flandes Ori.                            | 38                                                    | |
| 2006/07   |       |       |       |       |       |       | 11    |       |       | Segunda prov. Flandes Ori.                            | 36                                                    | |
| 2007/08   |       |       |       |       |       |       | 5     |       |       | Segunda prov. Flandes Ori.                            | 55                                                    | |
| 2008/09   |       |       |       |       |       |       | 1     |       |       | Segunda prov. Flandes Ori.                            | 60                                                    | |
| 2009/10   |       |       |       |       |       | 4     |       |       |       | Primera prov. Flandes Ori.                            | 48                                                    | |
| 2010/11   |       |       |       |       |       | 8     |       |       |       | Primera prov. Flandes Ori.                            | 45                                                    | |
| 2011/12   |       |       |       |       |       | 15    |       |       |       | Primera prov. Flandes Ori.                            | 25                                                    | |
| 2012/13   |       |       |       |       |       |       | 1     |       |       | Segunda prov. Flandes Ori.                            | 70                                                    | |
| 2013/14   |       |       |       |       |       | 3     |       |       |       | Primera prov. Flandes Ori.                            | 55                                                    | |
| 2014/15   |       |       |       |       |       | 2     |       |       |       | Primera prov. Flandes Ori.                            | 62                                                    | Ascenso tras ganar la última ronda ante Appelterre-Eichem y Maldegem                                                          |
| 2015/16   |       |       |       |       | 12    |       |       |       |       | Cuarta A                                              | 37                                                    | |
|           | 1A    | 1B    | 1Am   | 2Am   | 3Am   | P.I   | P.II  | P.III | P.IV  | desde 2016-17 hay 3 niveles nacionales y 2 regionales | desde 2016-17 hay 3 niveles nacionales y 2 regionales | desde 2016-17 hay 3 niveles nacionales y 2 regionales                                                                         |
| 2016/17   |       |       |       |       | 6     |       |       |       |       | Tercera Div. Afic.                                    | 44                                                    | |
| 2017/18   |       |       |       |       | 13    |       |       |       |       | Tercera Div. Afic.                                    | 32                                                    | Inicialmente salvado tras ganar los partidos de desempate contra KFC Diest, pero descendió debido a la quiebra del Lierse SK. |
| 2018/19   |       |       |       |       |       | 1     |       |       |       | Primera prov. Flandes Ori.                            | 66                                                    | |
| 2019/20   |       |       |       |       | 2     |       |       |       |       | División 3                                            | 47                                                    | La competición se detuvo antes de tiempo debido al virus COVID-19.                                                            |
| 2020/21   |       |       |       | 1     |       |       |       |       |       | División 2                                            |                                                       | La competición se detuvo antes de tiempo debido al virus COVID-19.                                                            |
| 2021/22   |       |       |       | 2     |       |       |       |       |       | División 2                                            | 60                                                    | Ascenso debido a que el campeón Sparta Petegem no solicitó licencia.                                                          |
| 2022/23   |       |       | 18    |       |       |       |       |       |       | División Nacional 1                                   | 35                                                    | |
| 2023/24   |       |       |       | 2     |       |       |       |       |       | División 2                                            | 58                                                    | |
| 2024/25   |       |       | 7     |       |       |       |       |       |       | División Nacional 1                                   | 43                                                    | |

## Bases
Al inicio de la temporada 2022/23, el KVK Ninove contará con nada menos que 27 equipos juveniles diferentes, desde la sub-7 hasta la sub-19. Estos equipos juegan en diferentes series, tanto regionales como provinciales.

## Exjugadores famosos
- Jérôme Baugnies (wielrenner)
- Elimane Coulibaly
- Francis Couvreur
- David Geeroms
- Cor Gillis
- Damien Miceli
- Wesley Sonck (jeugd)
- Gunter Thiebaut
- Jean-Pierre Vande Velde

## Entrenadores
- 2011-2012: David Collijns,</img> Alain Merckx
- 2012-2013: Alain Merckx
- 2013-2014: Alain Merckx
- 2014-2015: Alain Merckx
- 2015-2016: Alain Merckx
- 2016-2017: Alain Merckx
- 2017-2018: Alain Merckx, Jean-Pierre Vandé Velde
- 2018-2019: Jean-Pierre Vandé Velde
- 2019-2020: Jean-Pierre Vandé Velde , Alan Haydock

## Fútbol femenino
En la temporada 2005/06 el KVK Ninove compitió por primera vez con un equipo femenino. El impulso para ello lo había dado el año anterior el consejo deportivo juvenil de la ciudad. Las chicas que jugaban al fútbol encontraron refugio en casa de los Kloppers.
La primera temporada las damas disputaron la Segunda Provincial. La segunda temporada terminó en el subtop. Debido a la reorganización dentro de la serie provincial, KVK Ninove fue invitado a dar el paso a Primera Provincial. Desde 2007/08, el equipo femenino juega en la máxima serie provincial. Las cosas fueron difíciles durante las primeras temporadas. El primer momento destacado del equipo lo alcanzó cuando en la temporada 2008/09 alcanzó las semifinales de la Copa de Flandes Oriental. En la temporada 2010/11 el equipo se encontró en la mitad de la liga. Esa temporada también entró en competición un segundo equipo, que jugó en la Tercera Provincial.
En 2010/11 se organizó por primera vez el DIVAS.CUP, torneo interprovincial de selecciones femeninas. KV Mechelen ganó la primera edición por delante de Clubs Brugge Dames y KVK Ninove. Otros participantes fueron E. Moortsele, KSK Beveren, Overpelt VV, FC Herne y Eendracht Aalst.
Para la temporada 2014/15, DIVAS optó por cambiar el número de registro del KVK Ninove por el del SC Eendracht Aalst . A partir de ahora, el club seguiría jugando con el número 90 con el nombre de DIVAS Eendracht Aalst .
A partir de la temporada 2018-2019, las DIVAS volvieron a jugar con el número de KVK Ninove. Comenzaron desde lo más bajo de la clasificación en 3.º provincial y se convirtieron en subcampeones esa temporada. También trajeron a competición equipos juveniles: U9, 2x U10 y 2x U13. Esa temporada iniciaron una función G para niñas con discapacidad.
Habrá otra ampliación en la temporada 2019-2020, porque esta temporada traen a competición tres equipos femeninos (1.º provincial y dos de 3.º provincial). En la competición participan los siguientes equipos juveniles: U8, U10, U11 y U13. Las G-DIVAS también están integradas en las operaciones habituales del club.